# Новая Деревня (Крым)
Но́вая Дере́вня (укр. Нова Деревня, до 1948 года Найндорф, крымскотат. Nayndorf, Найндорф) — село в Первомайском районе Республики Крым, входит в состав Крестьяновского сельского поселения (согласно административно-территориальному делению Украины — Крестьяновского сельского совета Автономной Республики Крым).

## Население
| 2001 | 2014 |
| ---- | ---- |
| 375  | ↗384 |

Всеукраинская перепись 2001 года показала следующее распределение по носителям языка
| Язык             | Процент |
| ---------------- | ------- |
| русский          | 63.47   |
| крымскотатарский | 21.87   |
| украинский       | 14.13   |

### Динамика численности
- 1939 год — 107 чел.[9]
- 1989 год — 361 чел.[9]
- 2001 год — 375 чел.[10]
- 2009 год — 460 чел.[11]
- 2014 год — 384 чел.[12]

## Современное состояние
На 2016 год в Новой Деревне числится 4 улицы; на 2009 год, по данным сельсовета, село занимало площадь 91 гектар, на которой в 120 дворах проживало 460 человек. Действуют сельский клуб, сельская библиотека-филиал № 14, фельдшерско-акушерский пункт. Новая Деревня связана автобусным сообщением с райцентром, городами Крыма и соседними населёнными пунктами.

## География
Новая Деревня — село на севере района, в степном Крыму, у границы с Красноперекопским районом, на берегах безымянного правого притока реки Воронцовка, высота центра села над уровнем моря — 16 м. Ближайшая железнодорожная станция — Воинка на линии Джанкой — Армянск) — примерно 13 километров. Ближайшие населённые пункты — Полтавское Красноперекопского района в 1,5 км на север и Макаровка в 3,5 км на юго-запад, расстояние до райцентра 9 километров (по шоссе). Транспортное сообщение осуществляется по региональной автодороге 35Н-410 Первомайское — Воинка (по украинской классификации — С-0-11025).

## История
Еврейский переселенческий участок № 117 был образован в 1926 году, эта дата выходит из отчёта «Статистические данные по переселенческим коллективам по районам за 1926 год» Крымского представительства КомЗЕТ, в составе ещё Джанкойского района. Из них же узнаём что по состоянию на 10 июня 1926 года числилось 3 переселенческих артели: Най-Глик из 7 семей имеющих 65 едоков, Ройтер-Функ 10 семей имеющих 50 едоков, Им. Смидовича 11 семей имеющих 65 едоков, было построено 9 домов. Постановлением ВЦИК РСФСР от 30 октября 1930 года был создан Фрайдорфский еврейский национальный район (переименованный указом Президиума Верховного Совета РСФСР № 621/6 от 14 декабря 1944 года в Новосёловский) (по другим данным 15 сентября 1931 года) и Найндорф включили в его состав, а после разукрупнения в 1935-м и образования также еврейского национального Лариндорфского (с 1944 — Первомайский), село переподчинили новому району. По данным всесоюзной переписи населения 1939 года в селе проживало 107 человек. Время присвоения селу названия Найдорф (вариант — Найндорф) по доступным историческим документам установить не удалось, но на километровой карте Генштаба 1941 года название уже Найдорф.
Вскоре после начала отечественной войны часть еврейского населения Крыма была эвакуирована, из оставшихся под оккупацией большинство расстреляны. С 25 июня 1946 года Найндорф в составе Крымской области РСФСР. Указом Президиума Верховного Совета РСФСР от 18 мая 1948 года, Найндорф переименовали в Новую Деревню. 26 апреля 1954 года Крымская область была передана из состава РСФСР в состав УССР. Время включения в Островский сельсовет пока не выяснено: на 15 июня 1960 года село уже числилось в его составе (как и на 1968 год). Указом Президиума Верховного Совета УССР «Об укрупнении сельских районов Крымской области», от 30 декабря 1962 года был упразднён Первомайский район и село присоединили к Красноперекопскому. 8 декабря 1966 года был восстановлен Первомайский район и село вернули в его состав. К 1 января 1977 года был восстановлен Крестьяновский сельсовет, в который включили Новую Деревню. По данным переписи 1989 года в селе проживал 361 человек. С 12 февраля 1991 года село в восстановленной Крымской АССР, 26 февраля 1992 года переименованной в Автономную Республику Крым. С 21 марта 2014 года — оккупированное Россией.